# Nyimba (Distrikt)
Nyimba ist einer von fünfzehn Distrikten in der Provinz Ostprovinz in Sambia. Er hat eine Fläche von 10.495 km² und es leben 136.240 Menschen in ihm (2022). Die Hauptstadt ist Nyimba.

## Geografie
Der Distrikt befindet etwa 200 Kilometer östlich von Lusaka. Er liegt im Süden und äußersten Nordwesten auf einer Höhe von etwa 900 m und fällt im Luangwa-Tal, das sich quer durchzieht, bis auf gut 400 m ab. Der Lunagwa bildet auch ein kleines Stück der Nordostgrenze und der Südwestgrenze. Die Westgrenze wird von seinem Nebenfluss Lunsemfwa und die Nordwestgrenze von dessen Nebenfluss Lukusashi und dem Mulembo gebildet. Ein Stück der Ostgrenze bildet der Luangwa-Nebenfluss Msanzala.
Der Distrikt grenzt im Westen an den Distrikt Rufunsa in der Provinz Lusaka und Luano in der Zentralprovinz, im Norden an Serenje ebenfalls in der Zentralprovinz, im Osten an Lusangazi und Petauke und im Süden an Zumbo in der Provinz Tete in Mosambik.
Nyimba ist in 13 Wards aufgeteilt:
- Chamilala
- Chinambi
- Chinsimbwe
- Chiweza
- Kaliwe
- Katipa
- Luangwa
- Luezi
- Mombe
- Mtilizi
- Ngozi
- Nyimba
- Vizimumba

## Wirtschaft
Nyimba hat fruchtbare Böden. Es werden in der offiziell stillgelegten Hofmeyer-Mine von Schürfern ohne Lizenz noch immer grüne und rote Turmaline gefördert. Der Distrikt braucht kaum Kunstdünger. Es wird vor allem Tabak angebaut, aber auch Bananen, Zuckerrohr, Hirse, Reis, Tomaten, Zwiebeln und Erdnüsse. Es werden auch Ziegen, Hühner und Perlhühner gehalten. Fischfang aus dem Luangwa hat eine hohe Bedeutung.